# Mathilde Bonaparte
Mathilde Laetitia Wilhelmine Bonaparte (27 mai 1820 – 2 ianuarie 1904), a fost prințesă franceză. A fost fiica fratelui lui Napoleon I, Jérôme Bonaparte, și a celei de-a doua soții a acestuia, Catharina de Württemberg, fiica regelui Frederic I de Württemberg.

## Biografie

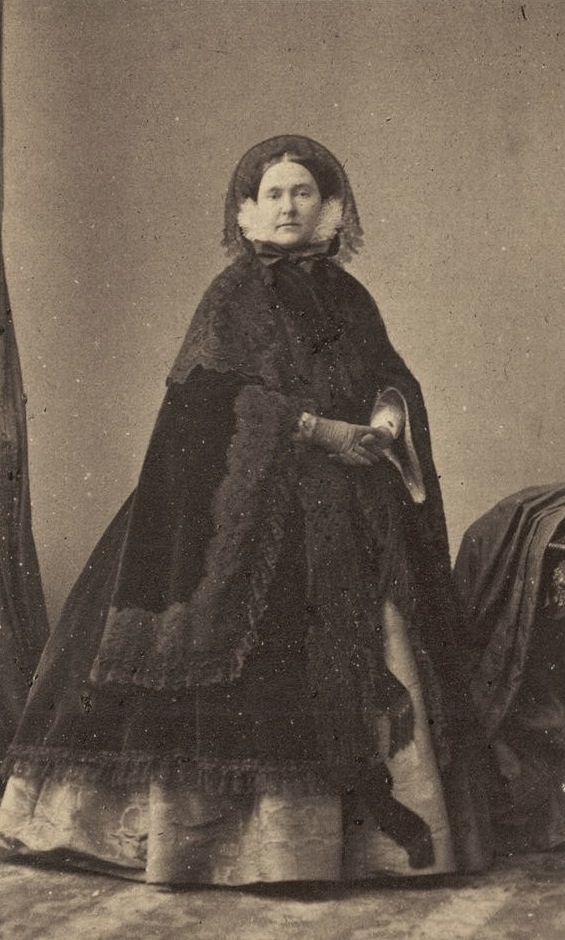
Mathilde Bonaparte.

Născută la Trieste, Mathilde Bonaparte a crescut la Florența și Roma. S-a logodit cu vărul ei primar, viitorul Napoleon al III-lea, însă logodna a fost ruptă mai târziu în urma arestării lui la Ham. Mathilde s-a căsătorit la 1 noiembrie 1840, la Roma, cu bogatul magnat rus Anatole Demidov.
Anatole a fost ridicat la statutul de Prinț de Marele Duce Leopold al II-lea de Toscana cu puțină vreme înainte de nuntă împlinind dorința tatălui Mathildei ca fiica lui să-și păstreze statutul de Prințesă. Titlul princiar al lui Anatole nu a fost recunoscut niciodată în Rusia. Cuplul nu a avut copii.
Mariajul dintre aceste două personalități puternice a fost furtunos. Prințul Demidov a insistat să-și mențină amanta, Valentine de St Aldegonde, lucru la care, desigur, Mathilde s-a opus puternic. În 1846, Mathilde a fugit cu noul ei iubit, Emilien de Nieuwerkerke, și cu bijuteriile lui Anatole; bijuteriile ar fi trebuit să fie zestrea ei însă tatăl ei, mereu în lipsă de bani, i le-a vândut lui Anatol înainte de nuntă.
Mama Prințesei Mathilde a fost verișoară primară cu Țarul Nicolae I al Rusiei, care a sprijinit-o pe Mathilde în ciocnirile cu soțul ei, un supus rus. În consecință, Anatole a ales să trăiască în afara Rusiei. Demidov a fost condamnat de curtea de la Sankt Petersburg să plătească o pensie Prințesei Mathilde de 200.000 de franci pe an și nu și-a recuperat niciodată bijuteriile. Cuplului i s-a permis să se separe în 1847, la decizia personală a Țarului Nicolae I.
Prințesa Mathilde a trăit la Paris, unde a fost un membru proeminent al noii aristocrații în timpul și după celui de-al Doilea Imperiu Francez; a găzduit un salon pentru oameni de arte și litere. După căderea monarhiei în 1870, ea a trăit în Belgia o vreme însă curând a revenit la Paris. În 1873, după decesul prințului Demidov (1870), s-a căsătorit cu artistul și poetul Claudius Marcel Popelin (1825–1892).
A fost singurul membru al familiei Bonaparte care a rămas în Franța după mai 1886, când Republica franceză a expulzat prinții fostelor dinastii ale Franței. În 1896 a fost invitată la o ceremonie la Invalides de Félix Faure la o vizită a împăratului Nicolae al II-lea al Rusiei și a împărătesei Alexandra.
A murit la Paris în 1904, la vârsta de 83 de ani.
1. ↑  RKDartists, accesat în 7 iunie 2020
2. 1 2 3  RKDartists, accesat în 2 martie 2018
3. ↑  Autoritatea BnF, accesat în 10 octombrie 2015